# Komische Oper Berlin

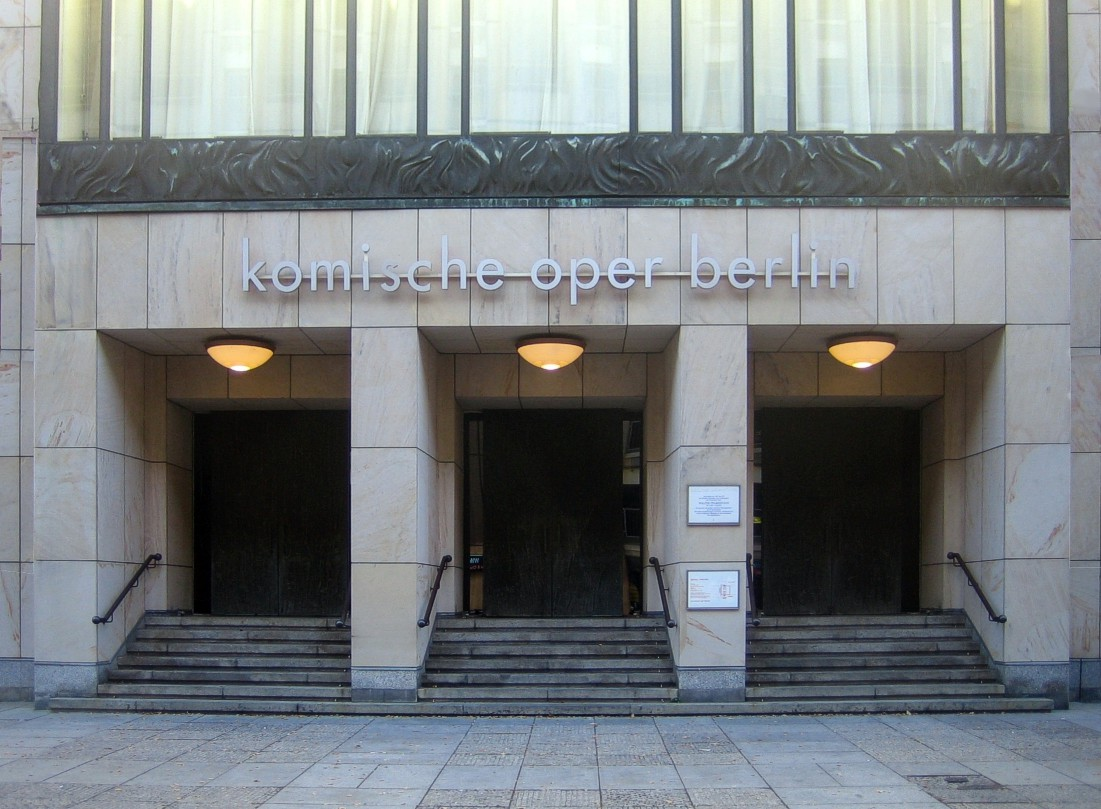
Wejście do Komische Oper

Komische Oper Berlin – teatr operowy w Berlinie przy Behrenstrasse 55-57 w dzielnicy Berlin-Mitte. Jest to najmniejszy spośród trzech berlińskich państwowych teatrów operowych. Oprócz niego działają w stolicy Niemiec Deutsche Oper Berlin i Staatsoper Unter den Linden. Budynek teatru mieścił od roku 1892 Theater Unter den Linden, a od roku 1898 do 1944 berliński Metropoltheater.
Teatru tego nie należy mylić z istniejącym w Berlinie od roku 1905 do lat trzydziestych teatru pod nazwą Komische Oper przy ulicy Friedrichstraße koło mostu Weidendammer Brücke, na zapleczu Admiralspalast.

## Historia Komische Oper

### Metropol-Theater 1892–1944
Wiedeńscy architekci Ferdinand Fellner i Hermann Helmer zaprojektowali i zrealizowali budynek teatru, oddany do użytku w roku 1892. Był to budynek o bogato zdobionej architekturze neobarokowej. Początkowo działał w nim Theater Unter den Linden, a od roku 1898 Metropol-Theater. W roku 1933 teatr został zamknięty, ale po roku znów otwarty pod zarządem hitlerowskiej organizacji Kraft durch Freude.
W roku 1944 budynek teatru został zburzony podczas nalotów bombowych, ocalała jedynie sama sala widowiskowa.

### Dzisiejsza Komische Oper od 1947
Projektanci odbudowy mieli do wyboru trzy możliwości:
- wyburzenie pozostałych ruin i wzniesienie zupełnie nowego obiektu
- dokładne odtworzenie historycznego budynku z wykorzystaniem ocalałej sali widowiskowej
- pozostawienie zabytkowej sali widowiskowej i obudowanie jej budynkiem o uproszczonej architekturze.

Zdecydowano się na trzeci wariant. Powstał budynek o prostej, pozbawionej ozdób architekturze, kryjący we wnętrzu XIX-wieczną salę widowiskową. Ostateczny wygląd zawdzięcza teatr przebudowie 1965–1966 według projektu architekta Kunza Nieradego.
Teatr wznowił działalność 23 grudnia 1947 pod dyrekcją reżysera Waltera Felsensteina. Felsenstein zgromadził wielu znakomitych artystów i stworzył nowoczesny teatr muzyczny. Orkiestrą dyrygowali m.in. Otto Klemperer, Václav Neumann i Kurt Masur.
Po zgonie Waltera Felsensteina 1975 dyrekcję przejął Harry Kupfer, a od roku 2002 Andreas Homoki.

## Balet Komische Oper
Walter Felsenstein powierzył 1966 kierownictwo baletu choreografowi Tomowi Schillingowi. Pod jego kierownictwem Teatr Tańca Opery Komicznej w ciągu prawie 30 lat należał do najwybitniejszych zespołów baletowych świata. Niestety w końcu sezonu 2003/2004 na polecenie Senatu miasta Berlina balet został zlikwidowany.

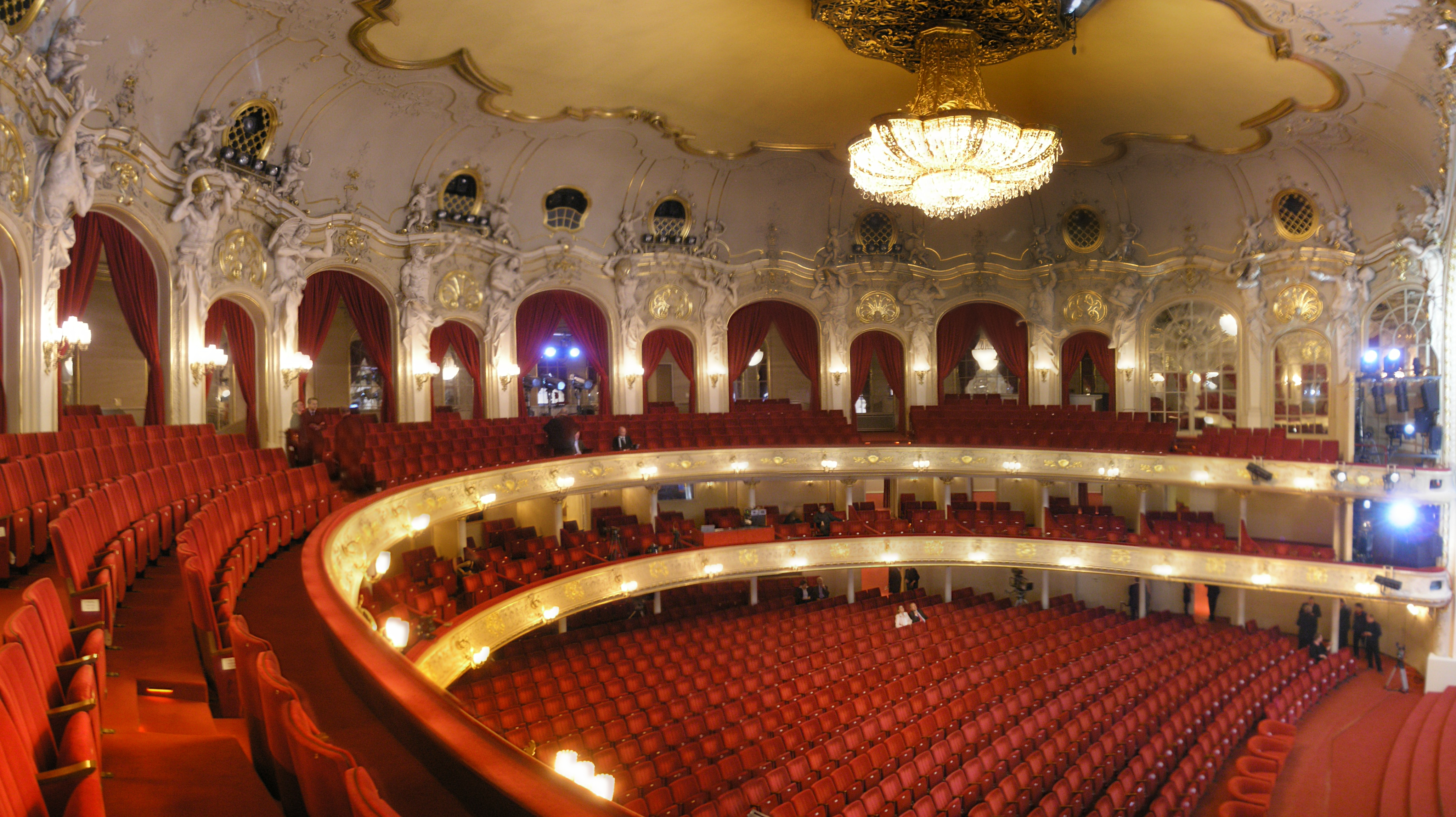
Widownia Komische Oper
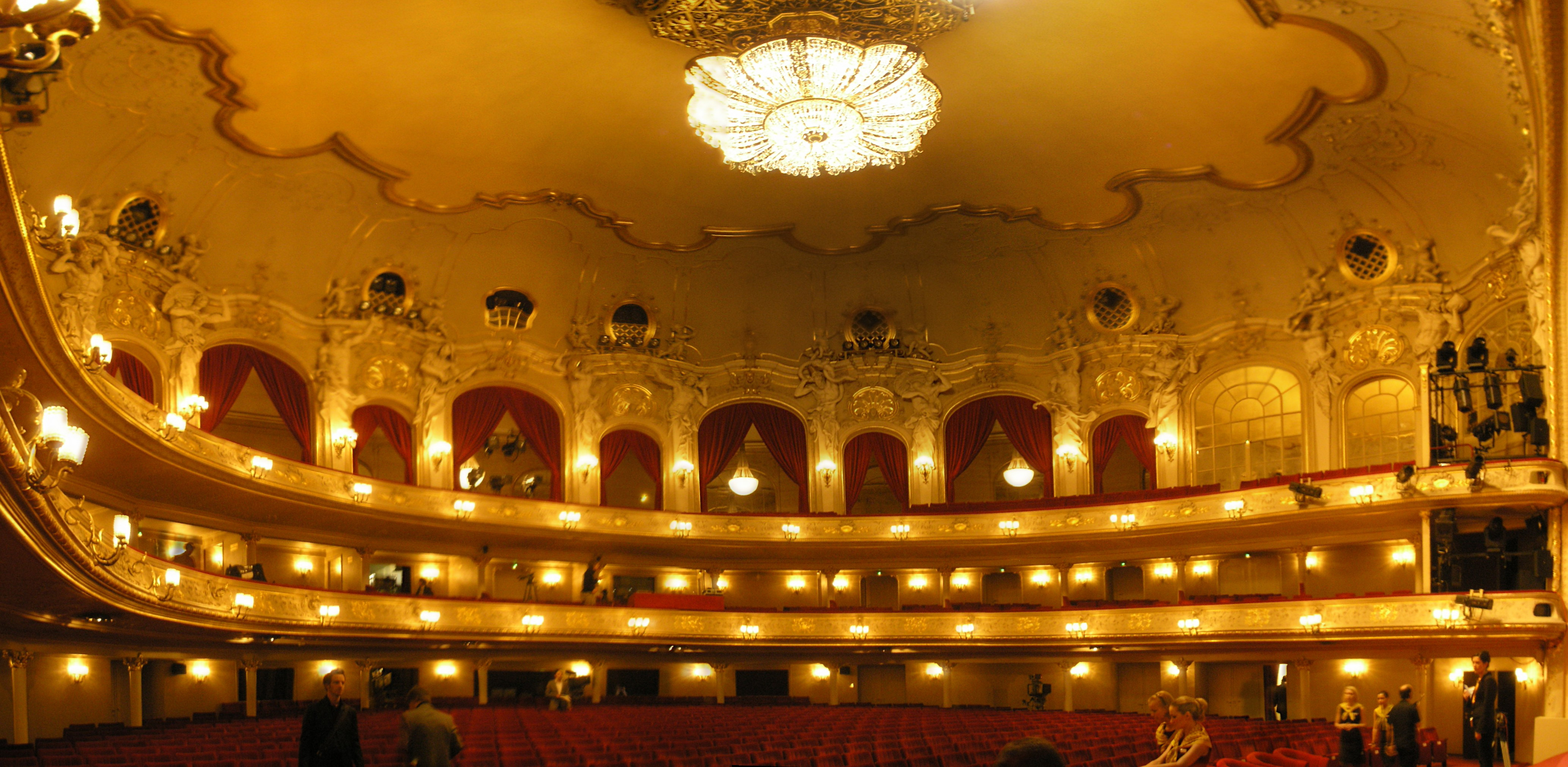
Widownia Komische Oper
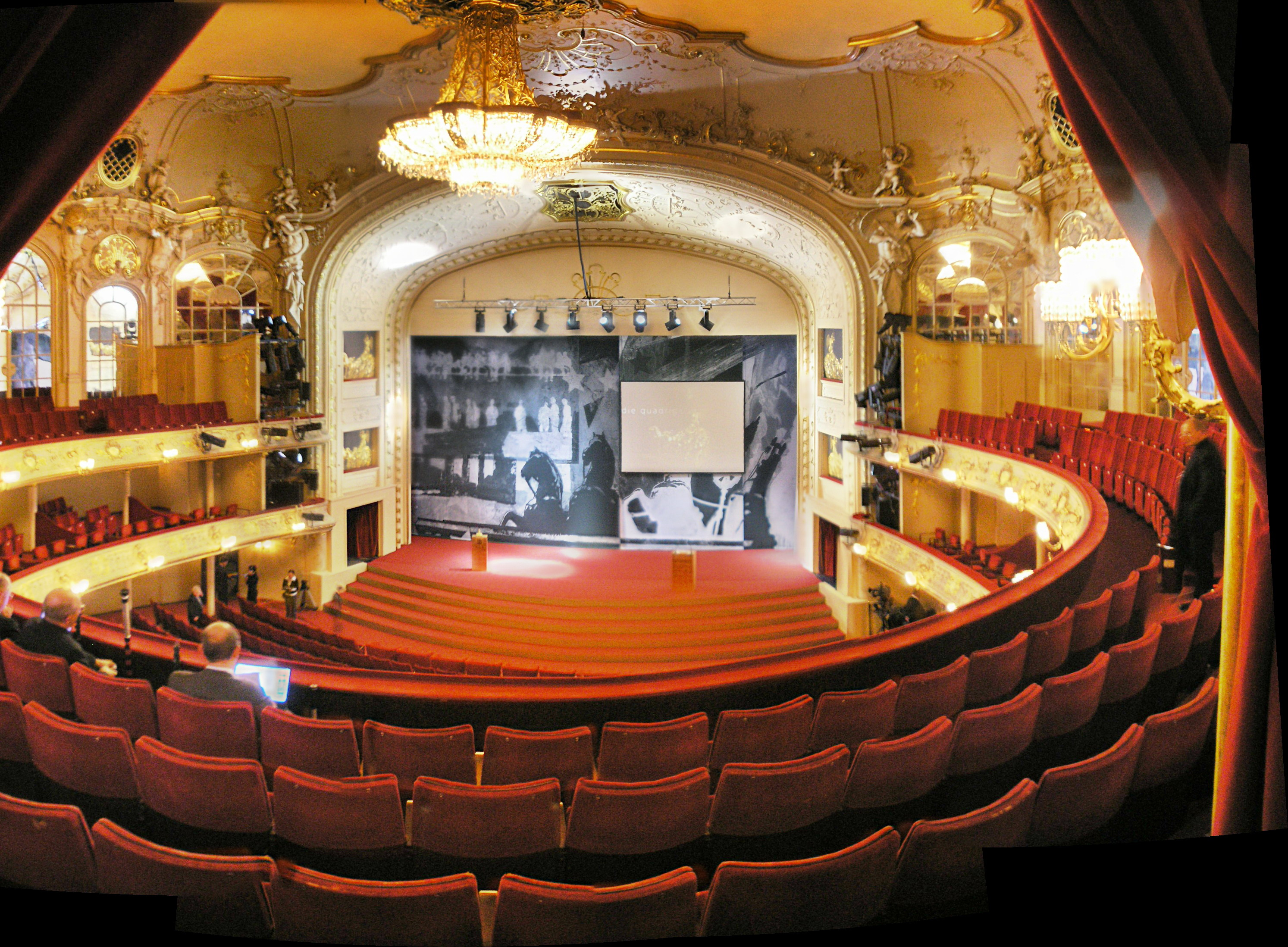
Scena Komische Oper
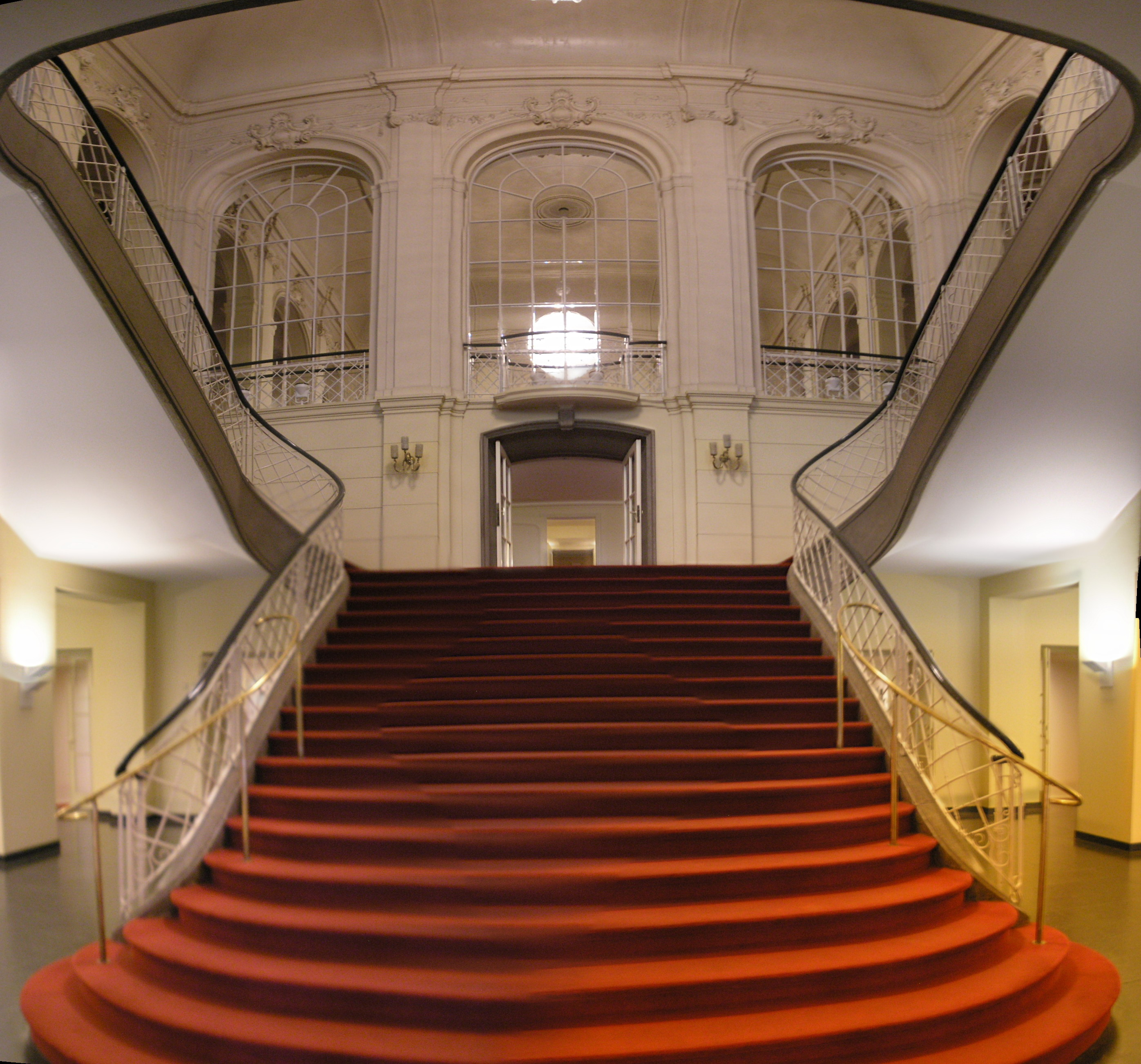
Monumentalne schody